# Richard H. Thompson

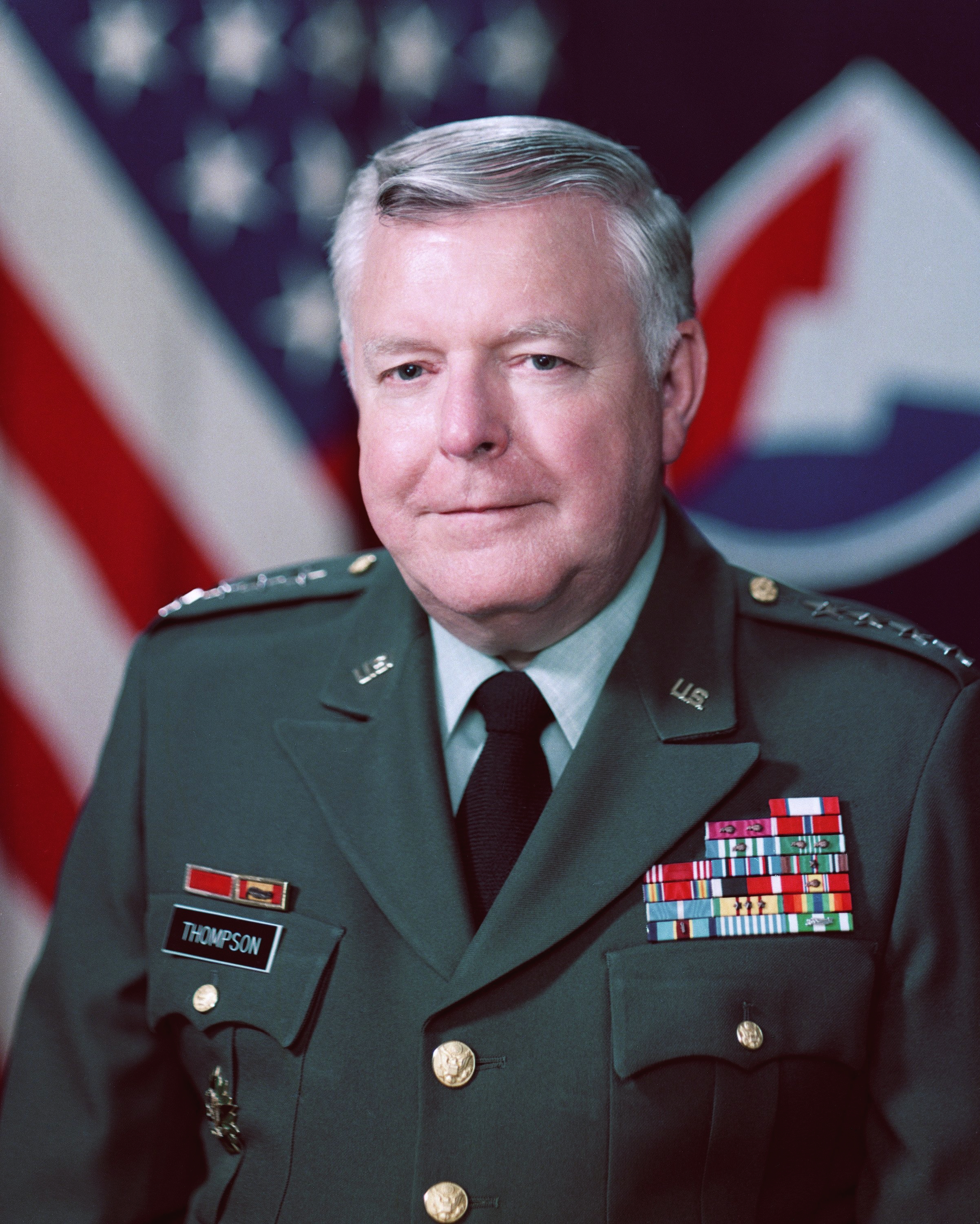
Richard H. Thompson (1984)

Richard Horner Thompson (* 24. September 1926 in New York City, New York; † 21. Februar 2016 in Fair Fax, Virginia) war ein Viersterne-General der United States Army.
Thompson besuchte die öffentlichen Schulen seiner Heimat. Ende 1944 trat er der US-Army bei, in der er es zunächst bis zum Stabsfeldwebel brachte. Dabei nahm er an der Endphase des Zweiten Weltkriegs teil. Später schaffte er den Sprung in das Offizierskorps. Anschließend durchlief er alle Offiziersränge bis zum Viersterne-General. Im Lauf seiner militärischen Karriere absolvierte er verschiedene Kurse und Schulungen. Dazugehörten unter anderem die United States Army Infantry School, das College of the Ozarks, der Officer Advanced Course, das Air Command and Staff College, die George Washington University, das Armed Forces Staff College und das National War College.
Militärisch war er an verschiedenen Standorten in den Vereinigten Staaten, aber auch in Japan, Südkorea, Südvietnam und Deutschland stationiert. Ende der 1950er Jahre gehörte er zu den Einheiten, die von Präsidenten Dwight D. Eisenhower nach Little Rock in Arkansas zur Durchsetzung der Bundespolitik hinsichtlich der Rassenintegration an Schulen entsandt wurden. Anfang der 1970er Jahre nahm er auch am Vietnamkrieg teil. Dort kommandierte er den United States Army Inventory Control Center. Danach erhielt er das Kommando über das Defense Logistic Service Center in Battle Creek in Michigan. Sein Hauptinteresse während seiner Laufbahn galt der Logistik. Daher diente er im weiteren Verlauf der 1970er Jahre des Öfteren als Stabsoffizier in verschiedenen Einheiten, darunter auch im Pentagon, im logistischen Bereich. 
Im Jahr 1977 wurde er der erste Kommandeur der neu geschaffenen Einheit United States Army Troop Support and Aviation Materiel Readiness Command. Dieses Kommando bekleidete er bis zum August 1980, als er erneut eine Stelle als Stabsoffizier im logistischen Bereich im Department of the Army antrat. Im Jahr 1981 wurde er zum Generalleutnant befördert. Gleichzeitig erhielt er die Position des Deputy Chief of Staff for Logistic (DCSLOG) des US-Heeres. Am 29. Juni 1984 wurde Richard Thompson zum Viersterne-General befördert. Zudem übernahm er als Nachfolger von Donald R. Keith das Oberkommando über das United States Army Materiel Command (AMC). Dieser Verband hatte ab 1976 den Namen United States Army Materiel Development and Readiness Command getragen und erhielt im August 1984 den alten Namen AMC zurück. Richard Thompson bekleidete das Amt des AMC-Kommandeurs bis zum 13. April 1987. An diesem Tag übergab er das Kommando an seinen Nachfolger Louis C. Wagner Jr. und ging in den Ruhestand.
Richard Thompson war ein leidenschaftlicher Sammler von Briefmarken und von Zinnsoldaten aus der napoleonischen Zeit. Er war mit Patricia E. Palm verheiratet, mit der er drei Kinder hatte. Er starb am 21. Februar 2016 in Fair Fax in Virginia.

## Orden und Auszeichnungen
Richard Thompson erhielt im Lauf seiner militärischen Laufbahn unter anderem folgende Auszeichnungen:
- Army Distinguished Service Medal  (2-Mal)
- Legion of Merit (3-Mal)
- Bronze Star Medal
- Joint Service Commendation Medal
- Army Commendation Medal
- Grand Master of the Order of Military Merit (Brasilien)
- Grand Cross of the Oder of Military Merit (Spanien)
- Order of National Security Merit Tong-IL Meda (Südkorea)